# سوفاج دومارتين
سوفاج دومارتين (بالفرنسية: Solveig Dommartin)‏ هي كاتبة سيناريو وممثلة فرنسية، ولدت في 16 مايو 1961 بباريس في فرنسا، وتوفيت بنفس المكان في 11 يناير 2007 بسبب نوبة قلبية.

## أعمال

### أفلام
- (1987) وينجز اوف ديزاير[5]
- (1993) بعيد، كم قريب !

## وصلات خارجية
- سوفاج دومارتين على موقع IMDb (الإنجليزية)
- سوفاج دومارتين على موقع قاعدة بيانات الأفلام العربية
- سوفاج دومارتين على موقع ألو سيني (الفرنسية)
- سوفاج دومارتين على موقع ميوزك برينز (الإنجليزية)
- سوفاج دومارتين على موقع أول موفي (الإنجليزية)
- سوفاج دومارتين على موقع قاعدة بيانات الأفلام السويدية (السويدية)
- سوفاج دومارتين على موقع ديسكوغز (الإنجليزية)
- سوفاج دومارتين على موقع قاعدة بيانات الفيلم (الإنجليزية)
- سوفاج دومارتين على موقع كينوبويسك (الروسية)